# Totally Driven
Totally Driven je 25. studiové album britské rockové skupiny Uriah Heep, vydané 12. listopadu 2015 na vlastní značce Uriah Heep Records. Album obsahuje 27 nejznámějších skladeb, které byly nahrány nejdéle působící sestavou skupiny (v letech 1986–2007).
Album bylo původně vydáno v roce 2001 s odlišným pořadím skladeb, jako Remasters: The Official Anthology, ale vydání bylo brzy vyprodáno a zapomenuto. V roce 2004 bylo v Evropě znovu vydáno bez vědomí skupiny jako booklet Uriah Heep's Gold: Looking Back 1970–2001.
Podle kytaristy Mick Boxe, skladby byly nahrány jako příprava pro koncerty Acoustically Driven a Electrically Driven.

## Seznam skladeb

### Disk 1
1. Gypsy
2. Traveller in Time
3. Bird of Prey
4. Sunrise
5. Rain
6. Come Away Melinda
7. Return to Fantasy
8. Look at Yourself
9. Come Back to Me
10. The Easy Road
11. Sweet Freedom
12. Why Did You Go?
13. July Morning
14. Easy Livin'

### Disk 2
1. Between Two Worlds
2. Only the Young
3. Different World
4. Love in Silence
5. Blind Eye
6. Wonderworld
7. Stealin'
8. Time of Revelation
9. Cross That Line
10. More Fool You
11. Universal Wheels
12. The Golden Palace
13. Lady in Black

## Obsazení
- Bernie Shaw – sólový zpěv
- Mick Box – kytary, vokály
- Trevor Bolder – baskytara, vokály
- Lee Kerslake – bicí, vokály
- Phil Lanzon – klávesy, vokál